# Nymphopsis armatus
Nymphopsis armatus is een zeespin uit de familie Ammotheidae. De soort behoort tot het geslacht Nymphopsis. Nymphopsis armatus werd in 1884 voor het eerst wetenschappelijk beschreven door Haswell. 